# Gingerland
Gingerland es una localidad de San Cristóbal y Nieves en la Parroquia de Saint George Gingerland.
Se ubica a una altitud de 125 m sobre el nivel del mar en la Isla Nieves, 10 km al este de Charlestown.
Según estimación 2010 cuenta con una población de 593 habitantes.